# Ел Сарагвато, Лас Делисијас (Калакмул)
Ел Сарагвато, Лас Делисијас (шп. El Saraguato, Las Delicias) насеље је у Мексику у савезној држави Кампече у општини Калакмул. Насеље се налази на надморској висини од 220 м.

## Становништво
Према подацима из 2005. године у насељу је живело 9 становника.

### Хронологија
| Година       | 2000 | 2005 |
| ------------ | ---- | ---- |
| Становништво | 8    | 9    |

### Попис
| # | Индикатор                        | Вредност |
| - | -------------------------------- | -------- |
| 1 | Укупно појединачних домаћинстава | 1        |